# Zaleszany (Subkarpaten)
Zaleszany is een dorp in het Poolse woiwodschap Subkarpaten, in het district Stalowowolski. De plaats maakt deel uit van de gemeente Zaleszany en telt 1000 inwoners.